# Weststraße 7 (Magdeburg)

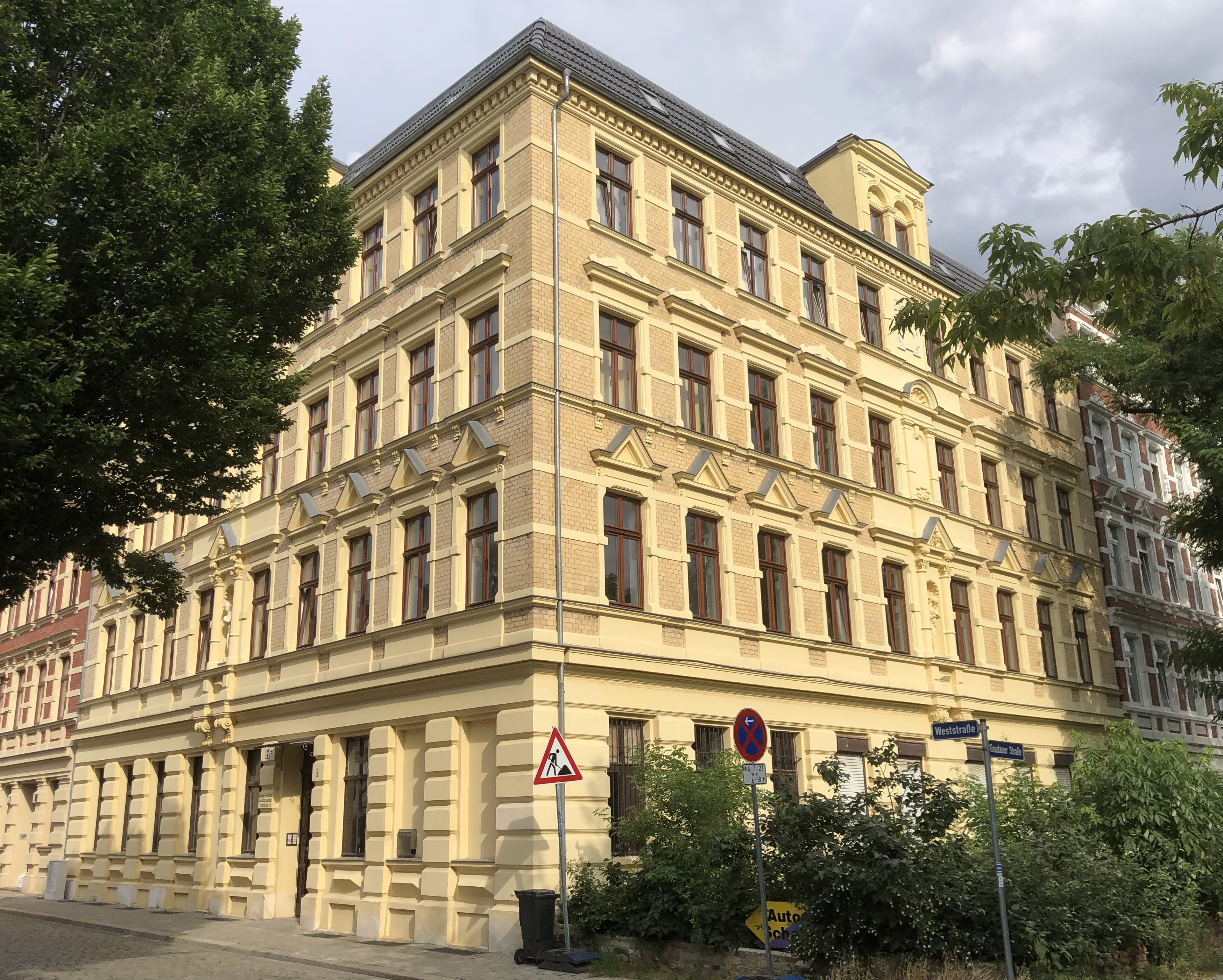
Wohnhaus Weststraße 7 im Jahr 2021

Das Gebäude Weststraße 7 ist ein denkmalgeschütztes Wohnhaus in Magdeburg in Sachsen-Anhalt.

## Lage
Das das Straßenbild prägende Haus befindet sich in einer Ecklage auf der Südseite der Weststraße an deren westlichen Ende an der Einmündung auf die Gnadauer Straße im Magdeburger Stadtteil Buckau. Es stellt den Kopfbau gründerzeitlicher Häuserzeilen dar. Südöstlich grenzt das gleichfalls denkmalgeschützte Gebäude Gnadauer Straße 2, nordöstlich die Weststraße 8 an. Westlich erstrecken sich Eisenbahnanlagen, so dass die Häuserzeile weit sichtbar und prägend für das Ortsbild ist.

## Architektur und Geschichte
Der viergeschossige Bau wurde in der Zeit zwischen 1880 und 1890 aus Ziegeln errichtet. Die Gliederung der jeweils neunachsigen Fassaden erfolgt durch Putzelemente im Stil des Neobarocks. An der Erdgeschossfassade findet sich eine Rustizierung. In der Beletage im ersten Obergeschoss sind oberhalb der Fensteröffnungen Dreiecksgiebel angebracht. Zwischen der fünften und vierten Achse beider Fassaden ist jeweils eine Figurennische angeordnet. Oberhalb der Linie der Figurennische befindet sich auf dem Dach jeweils ein Zwerchhaus. Bedeckt ist das Haus mit einem Mansarddach.
Im örtlichen Denkmalverzeichnis ist das Wohnhaus unter der Erfassungsnummer 094 82607 als Baudenkmal verzeichnet.
Das Gebäude gilt als Teil der erhaltenen gründerzeitlichen Umgebungsbebauung als städtebaulich bedeutsam und ist ein Beispiel des bauzeitlichen Mietwohnungsbaus im Industrieort Buckau.